# Jüdischer Friedhof (Fürfeld)

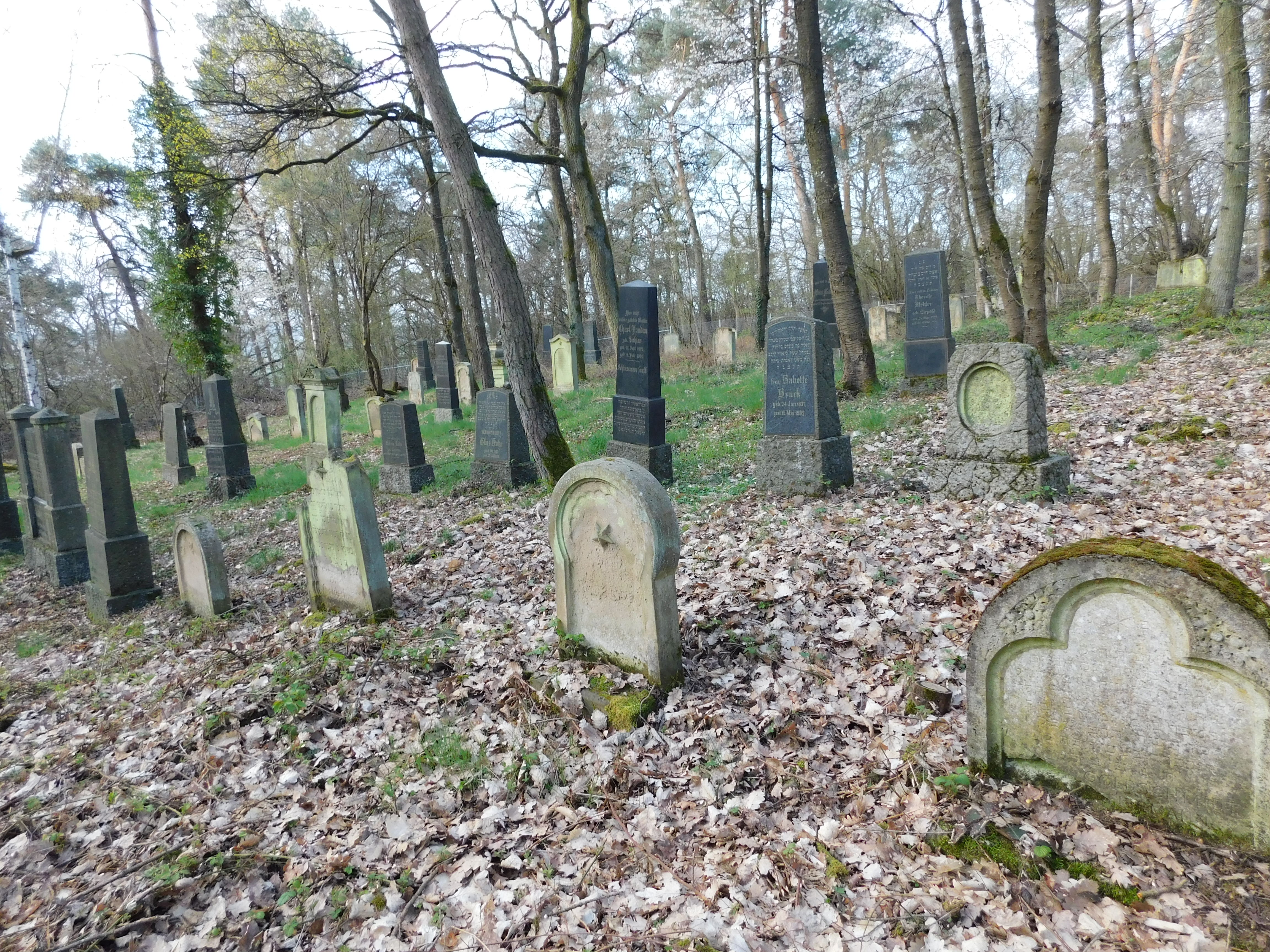
Jüdischer Friedhof Fürfeld (April 2021)

Der Jüdische Friedhof Fürfeld ist ein Friedhof in der Ortsgemeinde Fürfeld im Landkreis Bad Kreuznach in Rheinland-Pfalz. 
Der jüdische Friedhof liegt nordöstlich des Ortes auf dem Eichelberg und ist über die Weinbergwege erreichbar.
Auf dem 1500 m² großen Friedhof, der wohl im 17./18. Jahrhundert angelegt und bis zum Jahr 1937 belegt wurde, befinden sich 98 Grabsteine aus den Jahren 1836 bis 1936. Im Jahr 1903 erweiterte die jüdische Gemeinde den Friedhof. Im gleichen Jahr wurde er auf Grund von Vandalismus – ein Grabstein wurde völlig zerstört – eingezäunt.